# یوگنی بالیایف
یوگنی بالیایف (روسی: Евге́ний Проко́пьевич Беля́ев؛ ۲۰ مارس ۱۹۵۴ – ۱۵ مارس ۲۰۰۳) اسکی‌باز صحرانوردی اهل اتحاد جماهیر شوروی سوسیالیستی بود.